# Steve Schwebel
Stephen Myron (Steve) Schwebel (New York, 10 maart 1929) is een Amerikaans rechtsgeleerde. Hij was hoogleraar aan Harvard Law School. Van 1981 tot 2000 was hij rechter bij het Internationaal Gerechtshof, waarbij hij de laatste drie jaar fungeerde als president van het Hof. In 2004 adviseerde hij secretaris-generaal van de Verenigde Naties, Kofi Annan, omtrent eventuele disciplinaire maatregelen voor Ruud Lubbers, de toenmalige hoge commissaris voor de Vluchtelingen. Verder was hij president van het Gerecht voor ambtenarenzaken van het IMF en verbonden aan het Gerecht voor ambtenarenzaken van de Wereldbank.

## Levensloop
Schwebel behaalde in 1950 zijn bachelorgraad aan de Harvard-universiteit. Hij vervolgde hij zijn studie aan de Universiteit van Cambridge en sloot daarna in 1954 zijn studie af aan Yale met een Master of Laws. Aansluitend werkte hij vijf jaar lang in het advocatenkantoor White & Case, tot hij in 1959 assistent-hoogleraar werd aan Harvard. Twee jaar later wisselde hij naar het Ministerie van Buitenlandse Zaken, waar hij assistant legal adviser werd voor zaken met betrekking tot de Verenigde Naties.
In 1967 werd hij Edward Burling-hoogleraar aan de Johns Hopkins-universiteit. Daarnaast werd hij vanaf 1973 adviseur voor het Ministerie van Buitenlandse Zaken op het gebied van internationaal recht. Een jaar later werd hij benoemd tot deputy legal adviser van het ministerie. Van 1977 tot 1980 was hij lid van de Commissie voor Internationaal Recht van de VN. Tot 1981 bleef hij zijn functie als hoogleraar steeds combineren met die voor het ministerie.
In 1981 werd hij rechter voor het Internationaal Gerechtshof, als opvolger van zijn landgenoot Richard Baxter. Hij werd tweemaal in dit ambt herkozen en was daarbij van 1994 tot 1997 vicepresident en aansluitend tot 2000 president, in een tijd die tot de drukste jaren van het Hof worden gerekend.
Nadien werd hij onafhankelijk bemiddelaar en juridisch adviseur in Washington. Hierin richtte hij zich op rond veertig geschillen, met name tussen landen en buitenlandse investeerders. Daarnaast is hij lid van het Permanente Hof van Arbitrage. Verder was hij van 1994 tot 2009 president van het Gerecht voor ambtenarenzaken van het IMF. Sinds 2007 is hij verbonden aan het Gerecht voor ambtenarenzaken van de Wereldbank.
Schwebel ontving meerdere academische onderscheidingen. Door de American Society of International Law werd hij onderscheiden met de Manley O. Hudson Medal en van 1996 tot 2001 werd hij benoemd tot erevoorzitter van dit genootschap. Verder ontving hij eredoctoraten van de Bhopal-universiteit (1983), de Hofstra-universiteit (1997) en de Miami-universiteit (2002). Hij werd benoemd tot Honorary Fellow door het Trinity College van de Universiteit van Cambridge.

## Werk (selectie)
- 1987: International Arbitration: Three Salient Problems, Grotius Publications, Cambridge
- 1994, 2004 en 2008: Justice in International Law. Selected Writings of Judge Stephen M. Schwebel, Cambridge University Press, Cambridge

- Bibliothèque nationale de France: cb123820572 (data)
- Catàleg d'autoritats de noms i títols de Catalunya: 981058510129706706
- Gemeinsame Normdatei: 130481157
- International Standard Name Identifier: 0000 0000 8117 415X
- Library of Congress Control Number: n87837718
- Nationale Bibliotheek van Israël: 987007274147705171
- Nederlandse Thesaurus van Auteursnamen: 068307217
- SNAC: w64n1src
- Système universitaire de documentation: 032875835
- Trove: 969790
- Virtual International Authority File: 38027102
- WorldCat: E39PBJm9fRY6CMVJVmDvcB6R8C